# 鏑射寺
鏑射寺（かぶらいじ）は、兵庫県神戸市北区にある真言宗系単立の寺院。山号は獨鈷山（とっこさん）。本尊は大日如来。通称は甘楽寺（かぐらじ）と呼ばれる。

## 歴史
寺伝では、当寺がある山は古来から神体山とされ、神秀倉、甘楽山、五智の峰などと呼ばれていたという。そして、この地は聖徳太子の生母である穴穂部間人皇女が生まれた地であるとされ、その縁で聖徳太子がこの地を気に入り、敏達天皇10年（581年）に聖徳太子によって寺が建立されたという。その際、鏑矢が奉納されて寺名を鏑射寺としたという。
平安時代には空海が境内に独鈷水の井戸を掘ったという。
南北朝時代に戦火にあって焼失し、江戸時代には山火事で焼失している。
文久2年（1862年）に勇阿上人によって再建されている。
1873年（明治6年）に三田の不逞士族が天誅組を名乗って寺社を襲った際、当寺も襲われて焼失した。その後、焼け残った本尊と太子堂は他の場所に移されて当寺は廃寺となった。
1955年（昭和30年）秋に香淳皇后の兄である久邇朝融が当寺があったこの地に参拝し、当寺の再興と国家国民の安寧を祈られたという。
1959年（昭和34年）9月に中村公隆が入山し、1965年（昭和40年）5月に護摩堂が再建され、1973年（昭和48年）5月に三重塔が建立された。
1978年（昭和53年）には函館市に別院が建立されている。
1992年（平成4年）に本堂が、1994年（平成6年）には弁天堂が再建された。
境内の池には大賀一郎が縄文遺跡で発見した古代のハス（大賀ハス）が育てられている。
境内の北と東は武庫ノ台ゴルフコースとなっている。

## 境内
- 本堂 - 1992年（平成4年）再建。
- 清凉院
- 大師堂
- 庭園
- 鐘楼
- 西国三十三所石仏群
- 四国八十八箇所石仏群
- 慶湧殿（客殿）
- 十三重石塔
- 三重塔 - 1973年（昭和48年）5月建立。
- 護摩堂 - 1965年（昭和40年）5月再建。
- 弁天堂 - 1994年（平成6年）再建。
- 鏑射大権現社 - 鏑射山の頂上にある。
- 常楽庵
- 庫裏

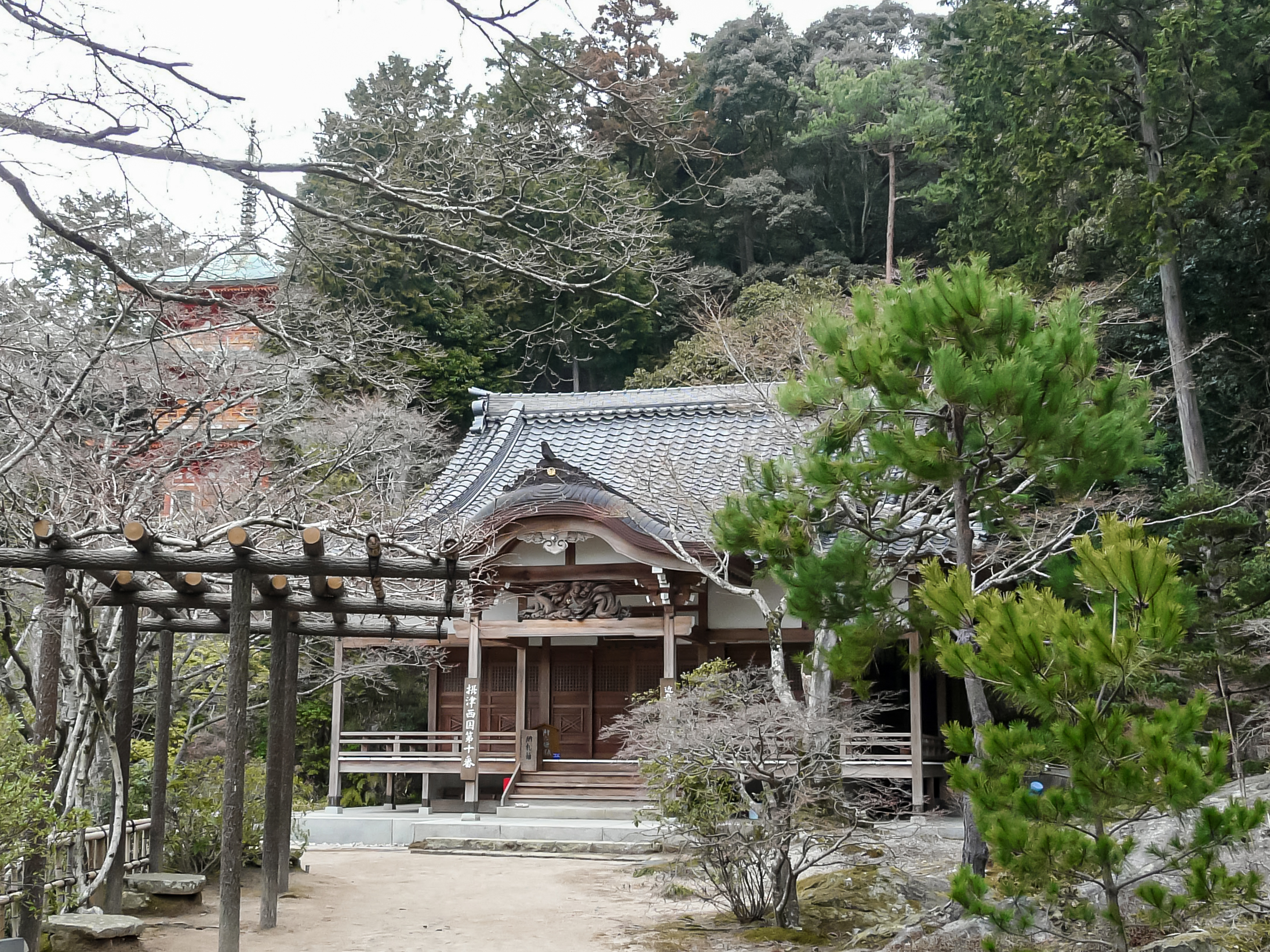
護摩堂
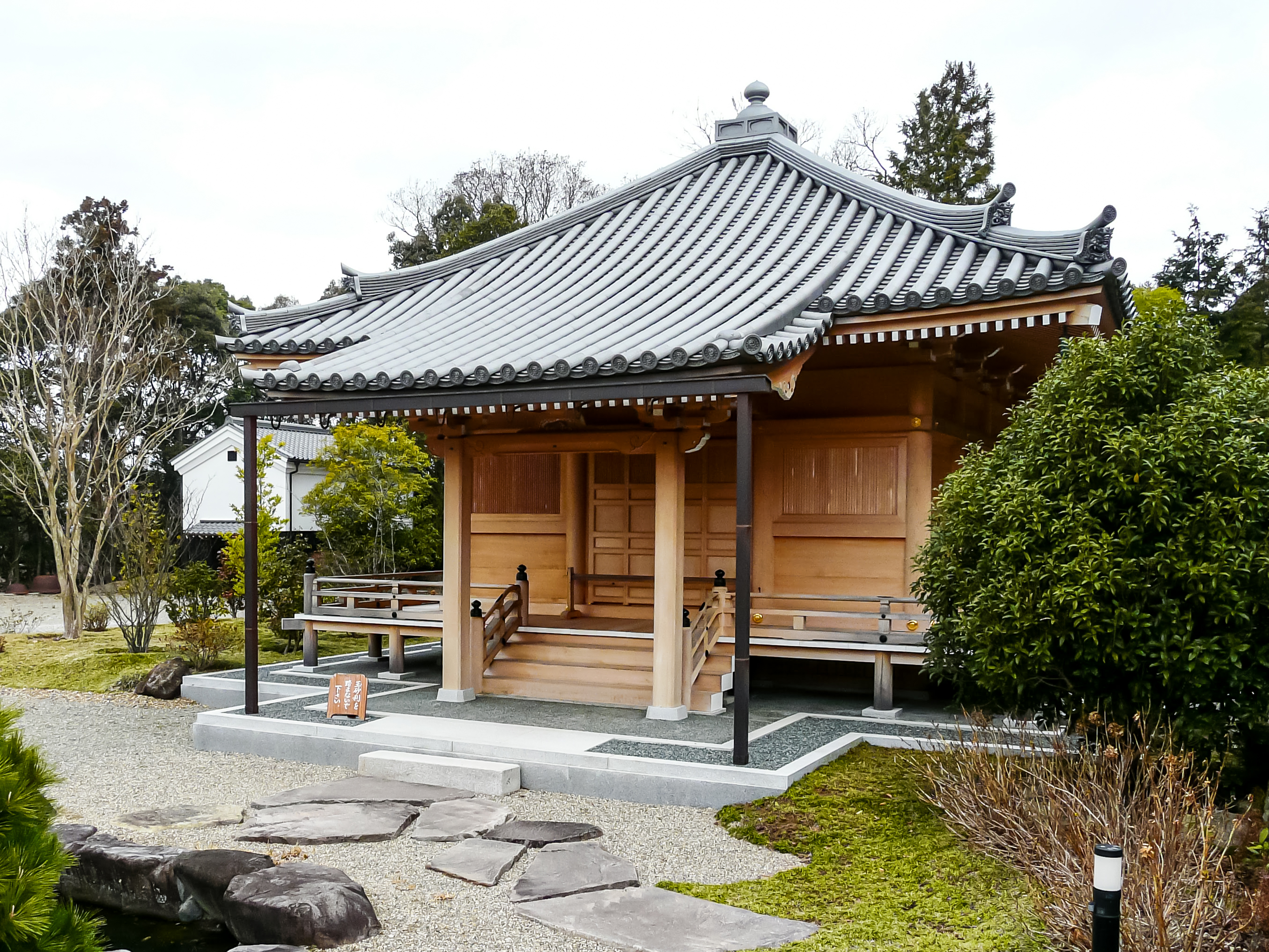
大師堂
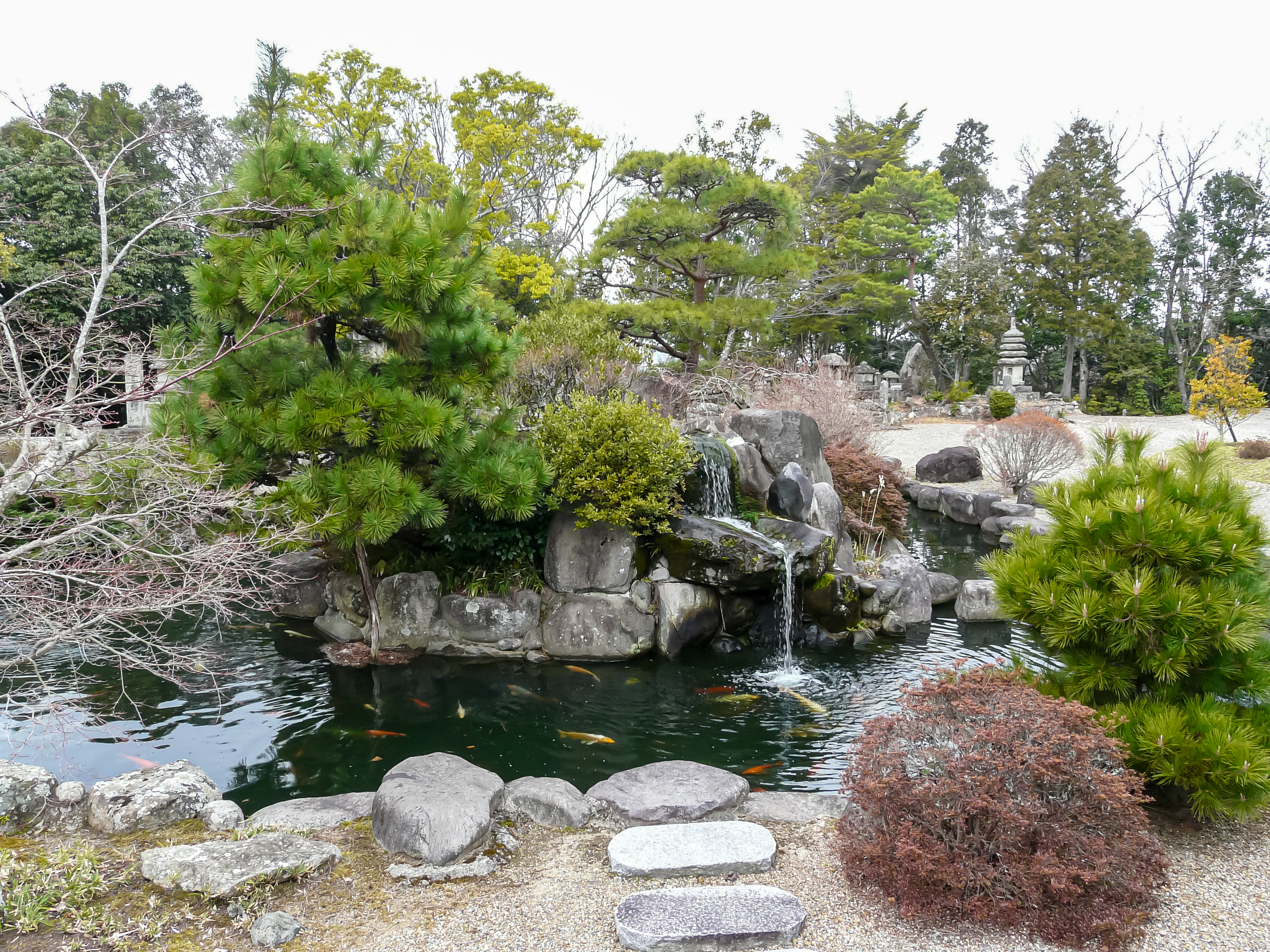
大師堂前庭園
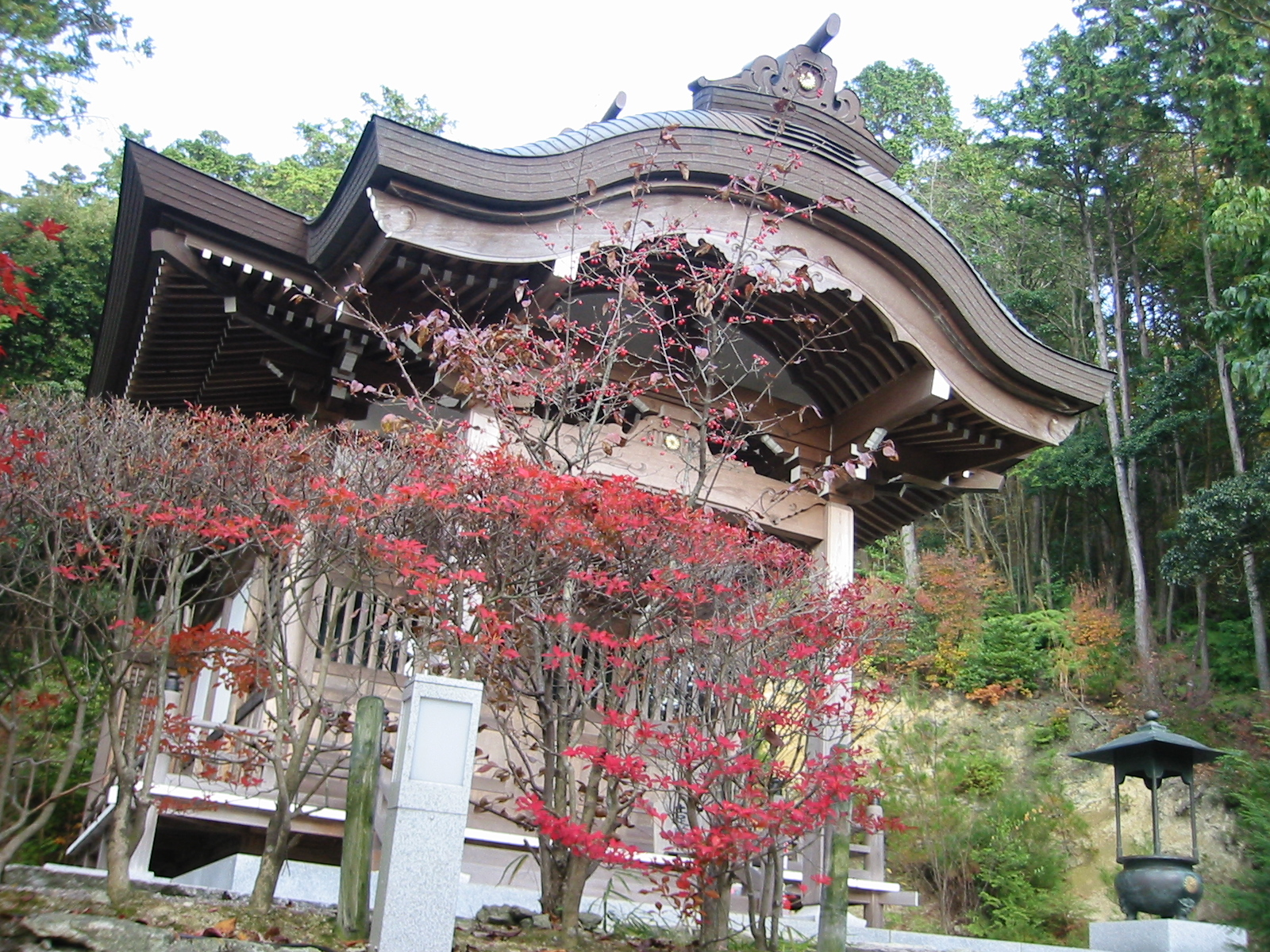
弁天堂
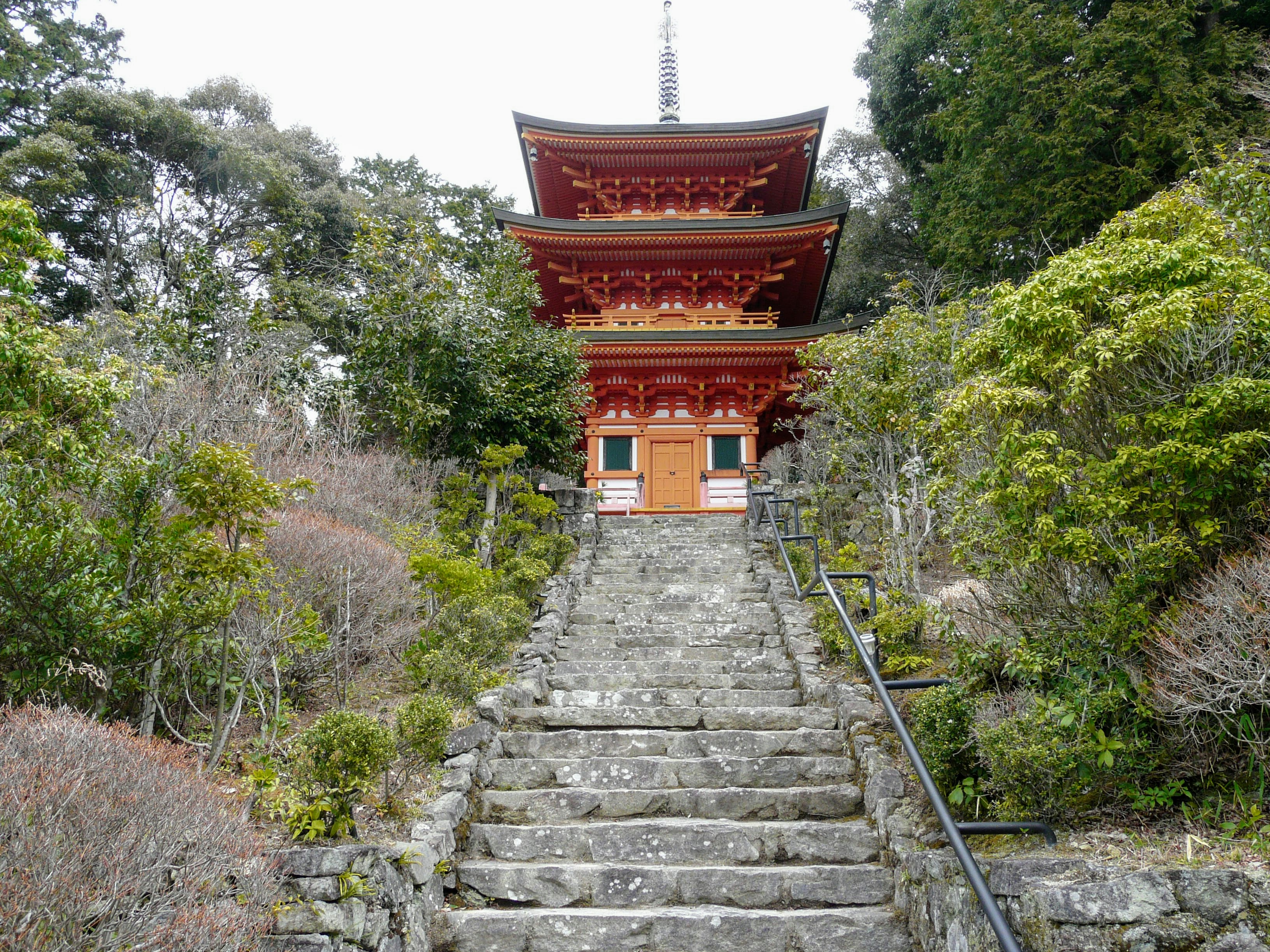
三重塔

## 前後の札所
近畿三十六不動尊霊場
10 無動寺　-　11 鏑射寺　-　12 安岡寺
仏塔古寺十八尊
15 宝山寺　-　16 鏑射寺　-　17 神呪寺
西国愛染十七霊場
2 東光寺　-　3 鏑射寺　-　4 忉利天上寺
神戸十三仏霊場
12 無動寺　-　13 鏑射寺
摂津国三十三箇所
9 無動寺　-　10 鏑射寺　-　11 香下寺
有馬郡西国三十三ヶ所霊場
24 太福寺　-　25 鏑射寺　-　26 長昌寺

## 所在地・アクセス
〒651-1503	兵庫県神戸市北区道場町生野1078-1
- JR宝塚線 道場駅 徒歩20分
- JR福知山線および神戸電鉄三田線 三田駅 タクシー10分